# La Berthenoux
La Berthenoux est une commune française située dans le département de l'Indre, en région Centre-Val de Loire.

## Géographie

### Localisation
La commune est située dans le sud-est du département, à la limite avec le département du Cher. Elle est située dans la région naturelle du Boischaut Sud.
Les communes limitrophes sont : Thevet-Saint-Julien (3 km), Verneuil-sur-Igneraie (4 km), Saint-Christophe-en-Boucherie (5 km), Saint-Chartier (7 km), Saint-Hilaire-en-Lignières (11 km), Saint-Août (11 km), Pruniers (14 km) et Bommiers (16 km).
Les communes chefs-lieux et préfectorales sont : La Châtre (10 km), Issoudun (32 km), Châteauroux (32 km) et Le Blanc (76 km).

### Hameaux et lieux-dits
Les hameaux et lieux-dits de la commune sont : Bretagne, les Hérauts et les Petites Bergeries.

### Géologie et hydrographie
La commune est classée en zone de sismicité 2, correspondant à une sismicité faible.
La faune et la flore y sont très diversifiées, avec des pique-prunes et des salamandres. Le sol est composé de Lias (époque) ou Jurassique inférieur (130 à 150 millions d'années) et de belles ammonites y ont été trouvées.
Le territoire communal possède les sources des ruisseaux la Petite Thonaise et son affluent, la Grande Thonaise.

### Climat
Pour des articles plus généraux, voir Climat du Centre-Val de Loire et Climat de l'Indre.
En 2010, le climat de la commune est de type climat océanique dégradé des plaines du Centre et du Nord, selon une étude du CNRS s'appuyant sur une série de données couvrant la période 1971-2000. En 2020, Météo-France publie une typologie des climats de la France métropolitaine dans laquelle la commune est exposée à un climat océanique altéré et est dans la région climatique  Ouest et nord-ouest du Massif Central, caractérisée par une pluviométrie annuelle de 900 à 1 500 mm, maximale en automne et en hiver. 
Pour la période 1971-2000, la température annuelle moyenne est de 11,3 °C, avec une amplitude thermique annuelle de 15,3 °C. Le cumul annuel moyen de précipitations est de 805 mm, avec 11,9 jours de précipitations en janvier et 7,4 jours en juillet. Pour la période 1991-2020, la température moyenne annuelle observée sur la station météorologique de Météo-France la plus proche, « St-christophe », sur la commune de Saint-Christophe-en-Boucherie à 5 km à vol d'oiseau, est de 11,9 °C et le cumul annuel moyen de précipitations est de 850,4 mm,. Pour l'avenir, les paramètres climatiques de la commune estimés pour 2050 selon différents scénarios d'émission de gaz à effet de serre sont consultables sur un site dédié publié par Météo-France en novembre 2022.

### Voies de communication et transports
Le territoire communal est desservi par les routes départementales : 14, 68, 68A, 71 et 72.
Les gares ferroviaires les plus proches sont les gares de Châteauroux (37 km) et Issoudun (38 km).
La Berthenoux est desservie par la ligne E du Réseau de mobilité interurbaine.
L'aéroport le plus proche est l'aéroport de Châteauroux-Centre, à 40 km.
Le territoire communal est traversé par le sentier de grande randonnée de pays : Sur les pas des maîtres sonneurs.

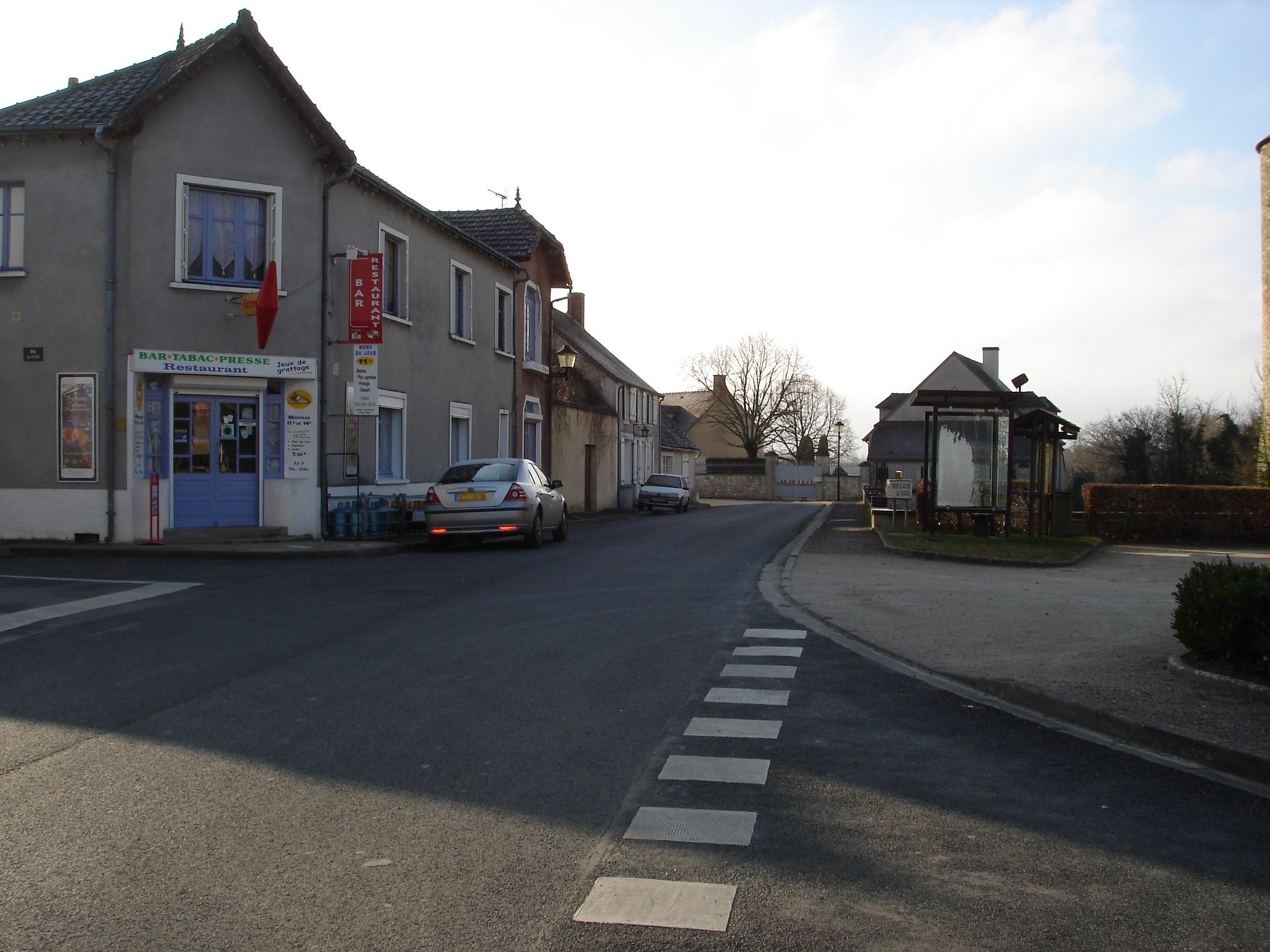
La rue de la Mairie en 2012.
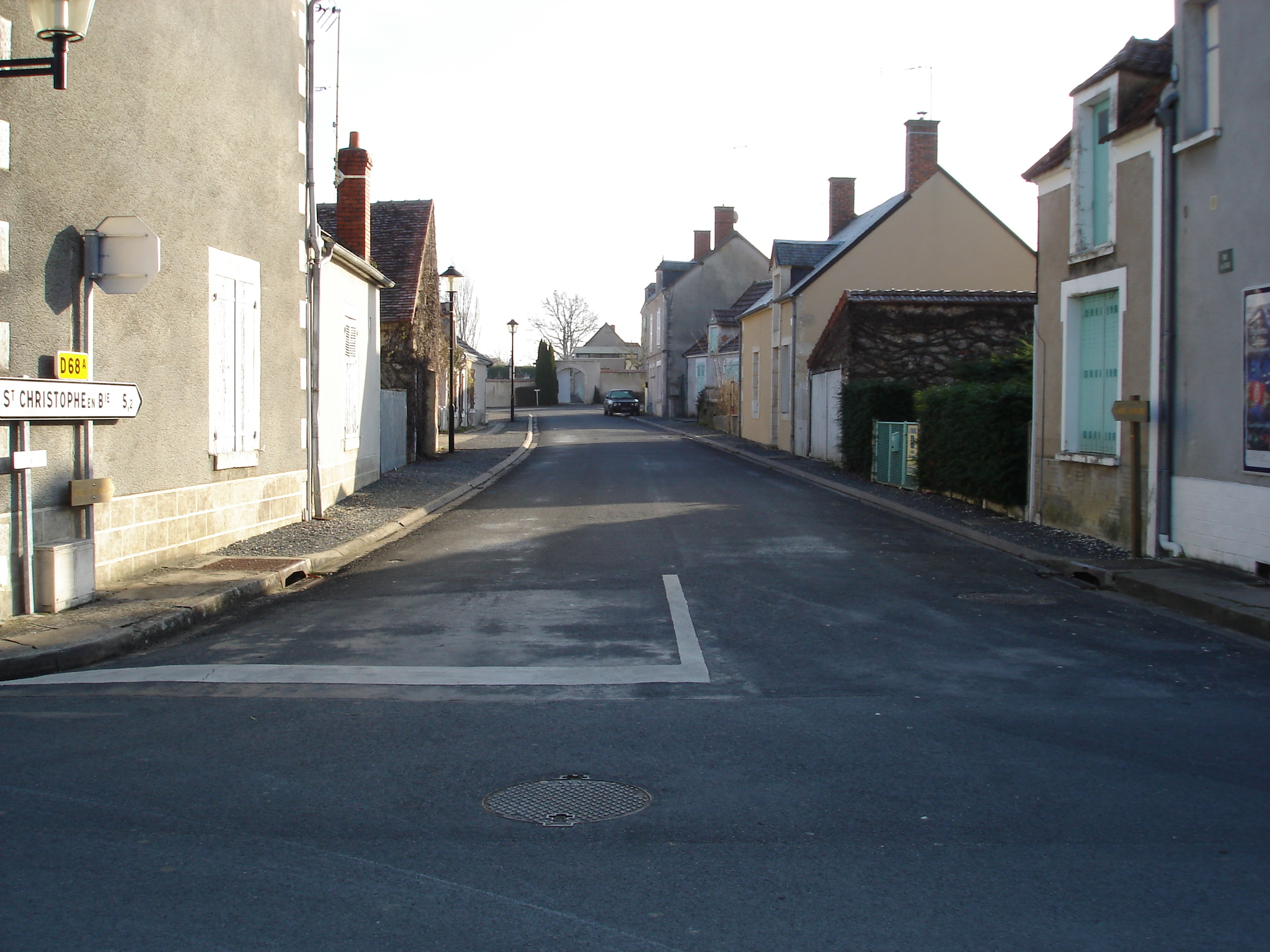
La rue de La Bonne-Dame en 2012.
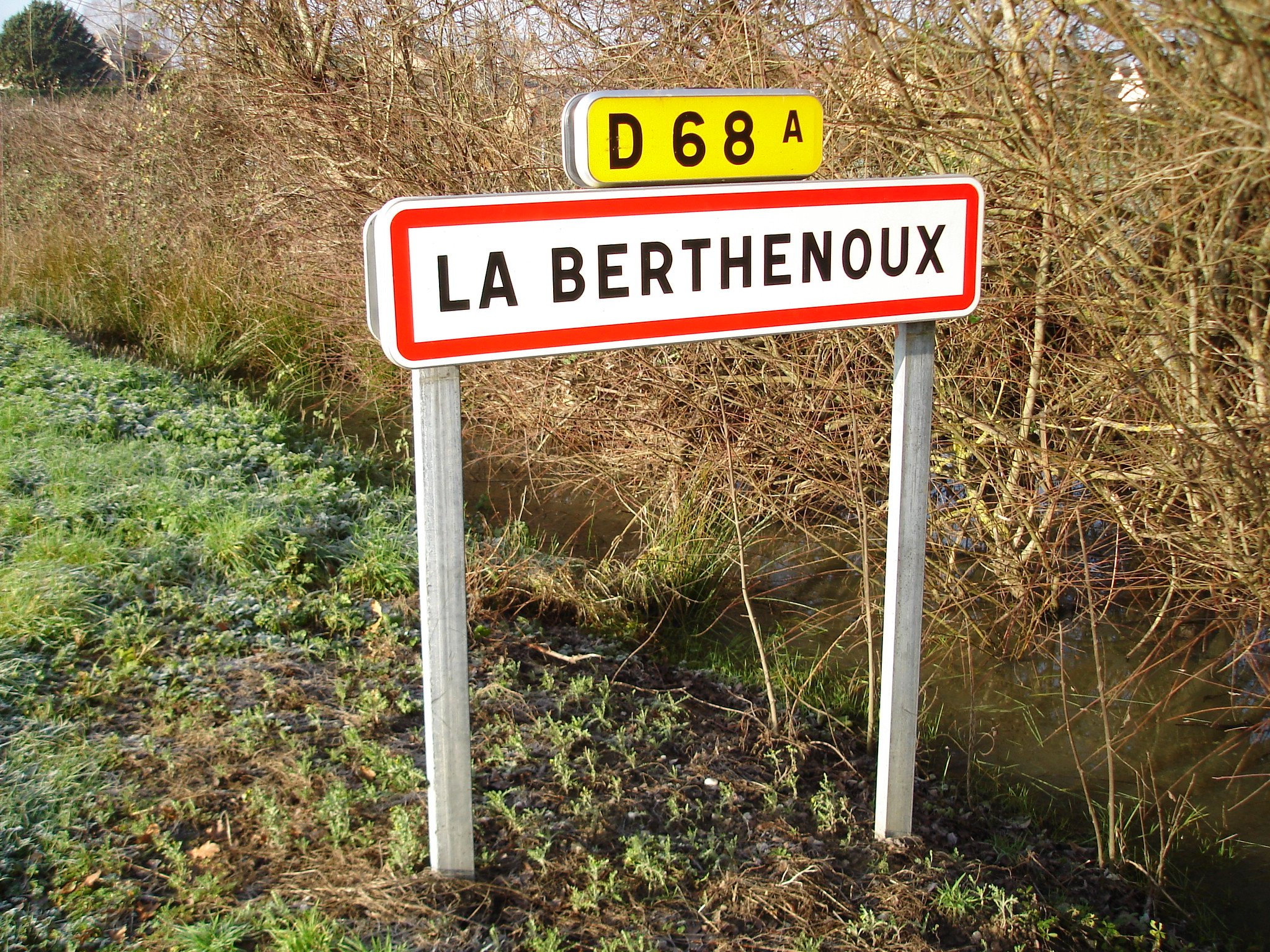
Le panneau d'entrée d’agglomération, en 2016.

## Urbanisme

### Typologie
Au 1er janvier 2024, La Berthenoux est catégorisée commune rurale à habitat très dispersé, selon la nouvelle grille communale de densité à sept niveaux définie par l'Insee en 2022.
Elle est située hors unité urbaine et hors attraction des villes,.

### Occupation des sols
L'occupation des sols de la commune, telle qu'elle ressort de la base de données européenne d’occupation biophysique des sols Corine Land Cover (CLC), est marquée par l'importance des territoires agricoles (91,5 % en 2018), une proportion sensiblement équivalente à celle de 1990 (91,4 %). La répartition détaillée en 2018 est la suivante : 
prairies (55,6 %), terres arables (22,5 %), zones agricoles hétérogènes (13,4 %), forêts (7,8 %), milieux à végétation arbustive et/ou herbacée (0,7 %). L'évolution de l’occupation des sols de la commune et de ses infrastructures peut être observée sur les différentes représentations cartographiques du territoire : la carte de Cassini (XVIIIe siècle), la carte d'état-major (1820-1866) et les cartes ou photos aériennes de l'IGN pour la période actuelle (1950 à aujourd'hui).

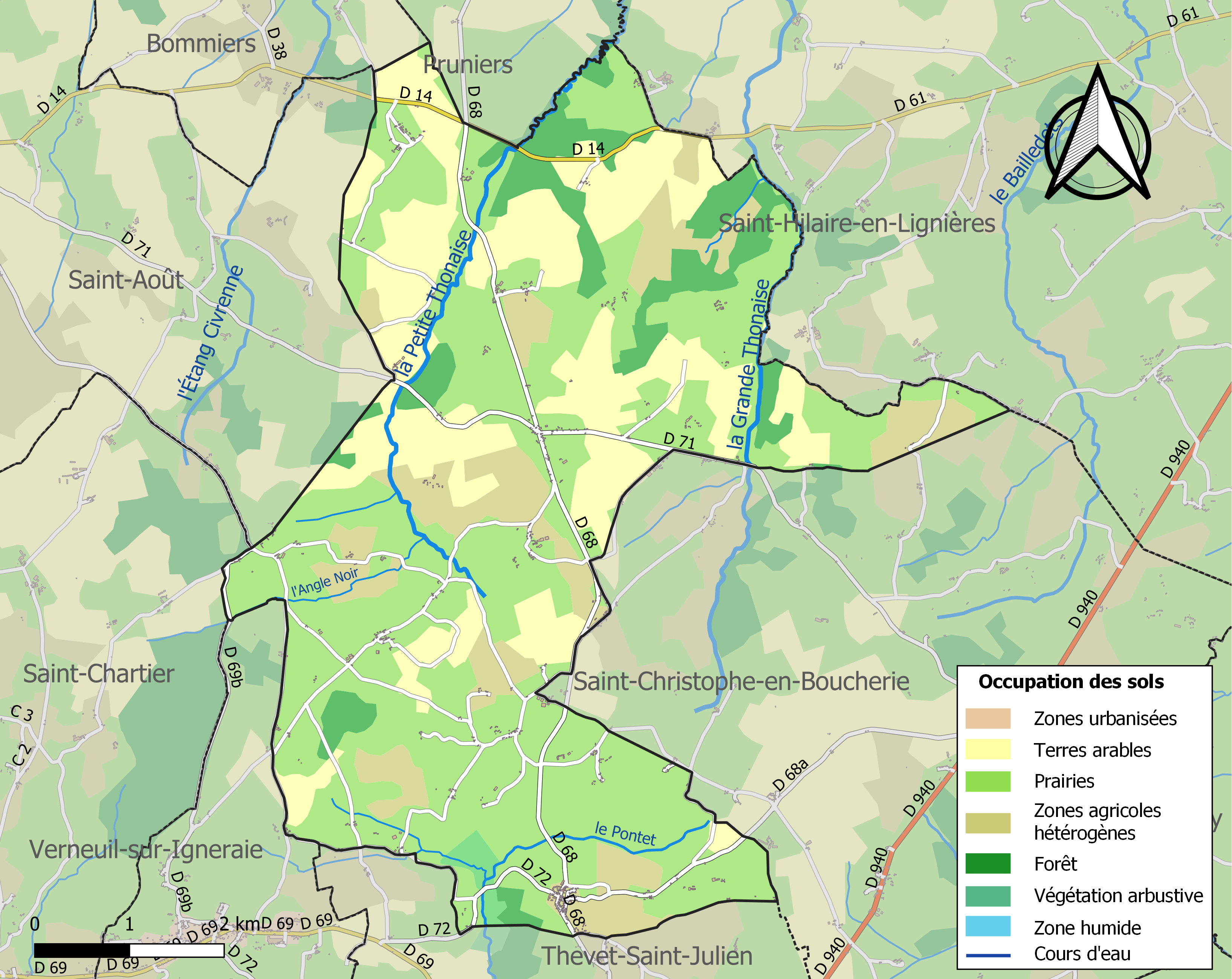
Carte des infrastructures et de l'occupation des sols de la commune en 2018 (CLC).

### Logement
Le tableau ci-dessous présente le détail du secteur des logements de la commune :
| Date du relevé                                              | 2013   | 2015   |
| Nombre total de logements                                   | 322    | 320    |
| Résidences principales                                      | 64,9 % | 63,8 % |
| Résidences secondaires                                      | 16,7 % | 17,2 % |
| Logements vacants                                           | 18,5 % | 19,1 % |
| Part des ménages propriétaires de leur résidence principale | 84,3 % | 84,3 % |

### Risques majeurs
Le territoire de la commune de La Berthenoux est vulnérable à différents aléas naturels : météorologiques (tempête, orage, neige, grand froid, canicule ou sécheresse), mouvements de terrains et séisme (sismicité faible). Un site publié par le BRGM permet d'évaluer simplement et rapidement les risques d'un bien localisé soit par son adresse soit par le numéro de sa parcelle.

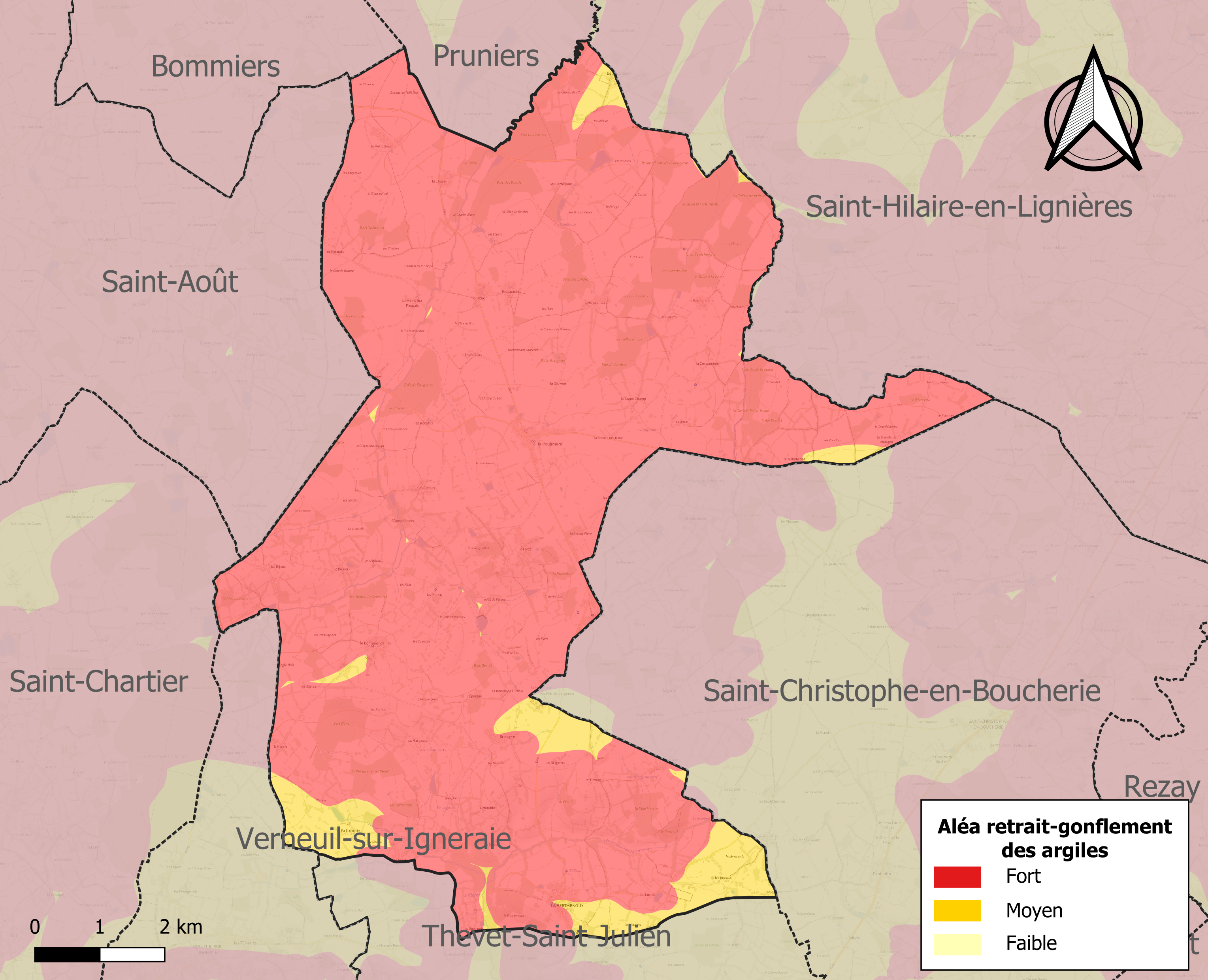
Carte des zones d'aléa retrait-gonflement des sols argileux de La Berthenoux.

Les mouvements de terrains susceptibles de se produire sur la commune sont des tassements différentiels.
Le retrait-gonflement des sols argileux est susceptible d'engendrer des dommages importants aux bâtiments en cas d’alternance de périodes de sécheresse et de pluie. La totalité de la commune est en aléa moyen ou fort (84,7 % au niveau départemental et 48,5 % au niveau national). Sur les 321 bâtiments dénombrés sur la commune en 2019, 321 sont en aléa moyen ou fort, soit 100 %, à comparer aux 86 % au niveau départemental et 54 % au niveau national. Une cartographie de l'exposition du territoire national au retrait gonflement des sols argileux est disponible sur le site du BRGM,.
Concernant les mouvements de terrains, la commune a été reconnue en état de catastrophe naturelle au titre des dommages causés par la sécheresse en 1989, 1991, 2016, 2018 et 2019 et par des mouvements de terrain en 1999.

## Toponymie
La commune de La Berthenoux « Britonoria », partage avec celle de Bretagne (Indre) (canton de Levroux) « Britonica », l'attribution d'une origine qui serait due à une colonie de Bretons, soit insulaires, soit armoricains, venus en 468, sur la demande de l'empereur Anthémius, pour repousser l'invasion des Wisigoths d'Euric dans la Gaule centrale,. La bataille de Déols vit la défaite des Bretons, commandés par Riothamus. Certains de ces Bretons se seraient ensuite installés à La Berthenoux.
Ses habitants sont appelés les Bertheloniens.

## Histoire
Au IXe siècle, les disciples de saint Benoît, moines défricheurs et bâtisseurs, s'installent à la Berthenoux.
Le prieuré relevait au XIIe siècle de l'abbaye bénédictine de Massay. Le prieuré est brûlé vers 1175 par Jean de Linières, alors en conflit avec le dernier des Raouls de Châteauroux.
En 1262, Guillaume II de Chauvigny, seigneur de Châteauroux, abandonne une partie de la justice à l'abbaye de Massay. C'est à cette époque que les moines de l'abbaye fondent une foire, appelée Foire de la nativité. Il s'agit de la nativité de la Vierge, fixée depuis le VIIIe siècle à la date du 8 septembre. Cette foire continue d'exister, et a lieu au début du mois de septembre,. Elle a un grand succès parce qu'aucun droit n'est perçu : « ni tonlieu ni coutume » est la devise. Guillaume II de Chauvigny tente ensuite de la concurrencer par une autre, créée pour avoir lieu le même jour, à Cosnay, près de Lacs non loin de là. Le seigneur de Châteauroux défend même à ses hommes de se rendre au marché de La Berthenoux. Un procès a lieu, le jugement rendu en 1269 établit La Berthenoux dans ses droits et interdit la foire concurrente.
Des fortifications (douves et tours d'enceintes) sont érigées au XIIIe siècle et au XIVe siècle. Une des tours porte une inscription au nom de Chamborant, abbé de Massay au XIVe siècle. Une charte de franchises est octroyée en 1536.
Au début du XVIIIe siècle, la communauté de La Berthenoux est en crise démographique, puisqu’elle passe de 164 feux en 1709 à 131 en 1726. L’hiver de 1709-1710 notamment cause de nombreuses pertes, ainsi que la grande canicule de 1719 (qui tua beaucoup par dysenterie). En 1790, le premier maire élu est Sylvain Mijouan. Le rôle des maires est de tenir le registre d'état civil, tâche assumée auparavant par le curé. Les biens dépendant de la cure et du prieuré sont vendus comme biens nationaux en 1791.

## Politique et administration
La commune dépend de l'arrondissement de La Châtre, du canton de La Châtre, de la deuxième circonscription de l'Indre et de la communauté de communes de La Châtre et Sainte-Sévère.
Elle dispose d'une agence postale communale.

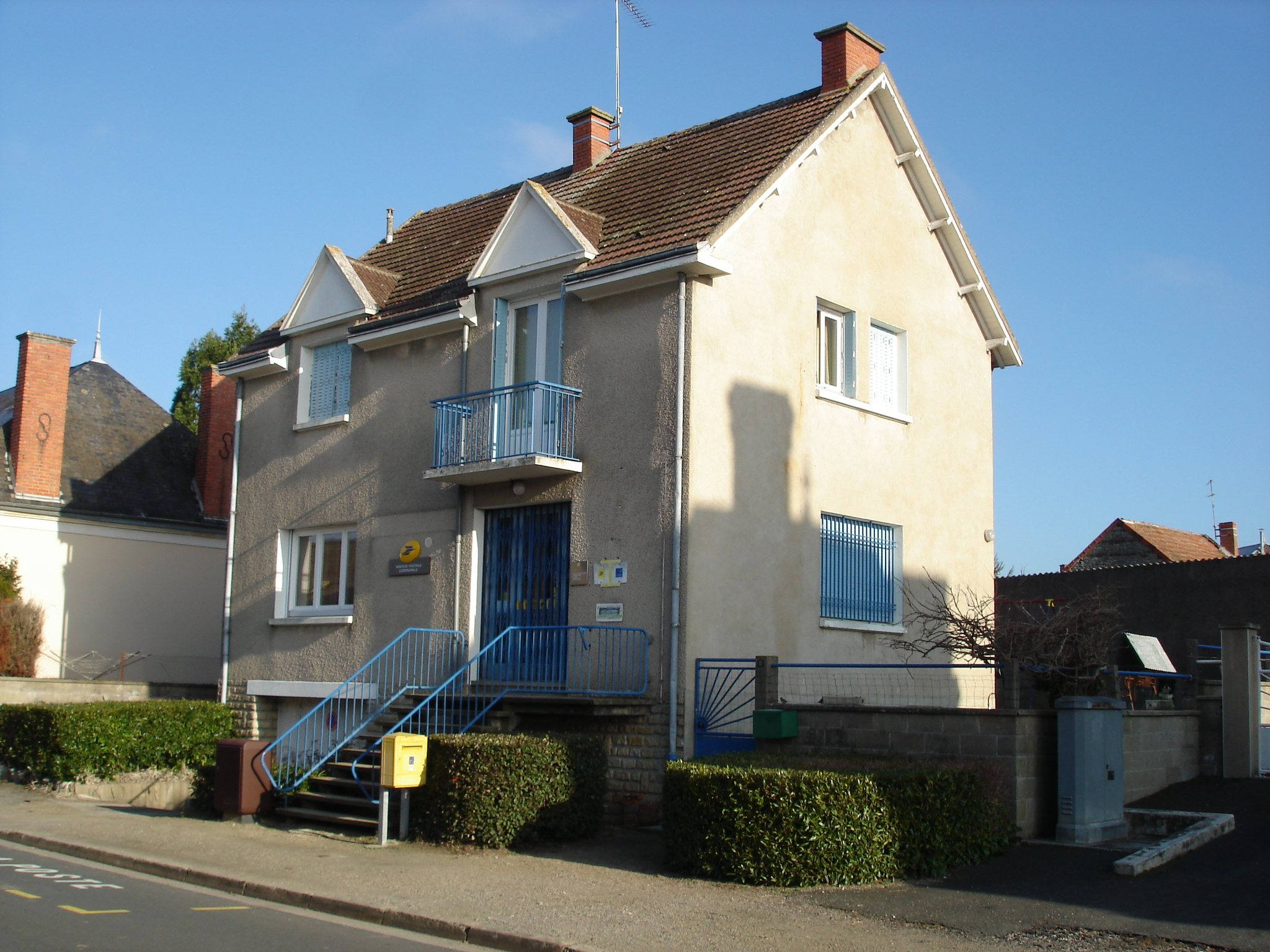
L'agence postale communale en 2012.
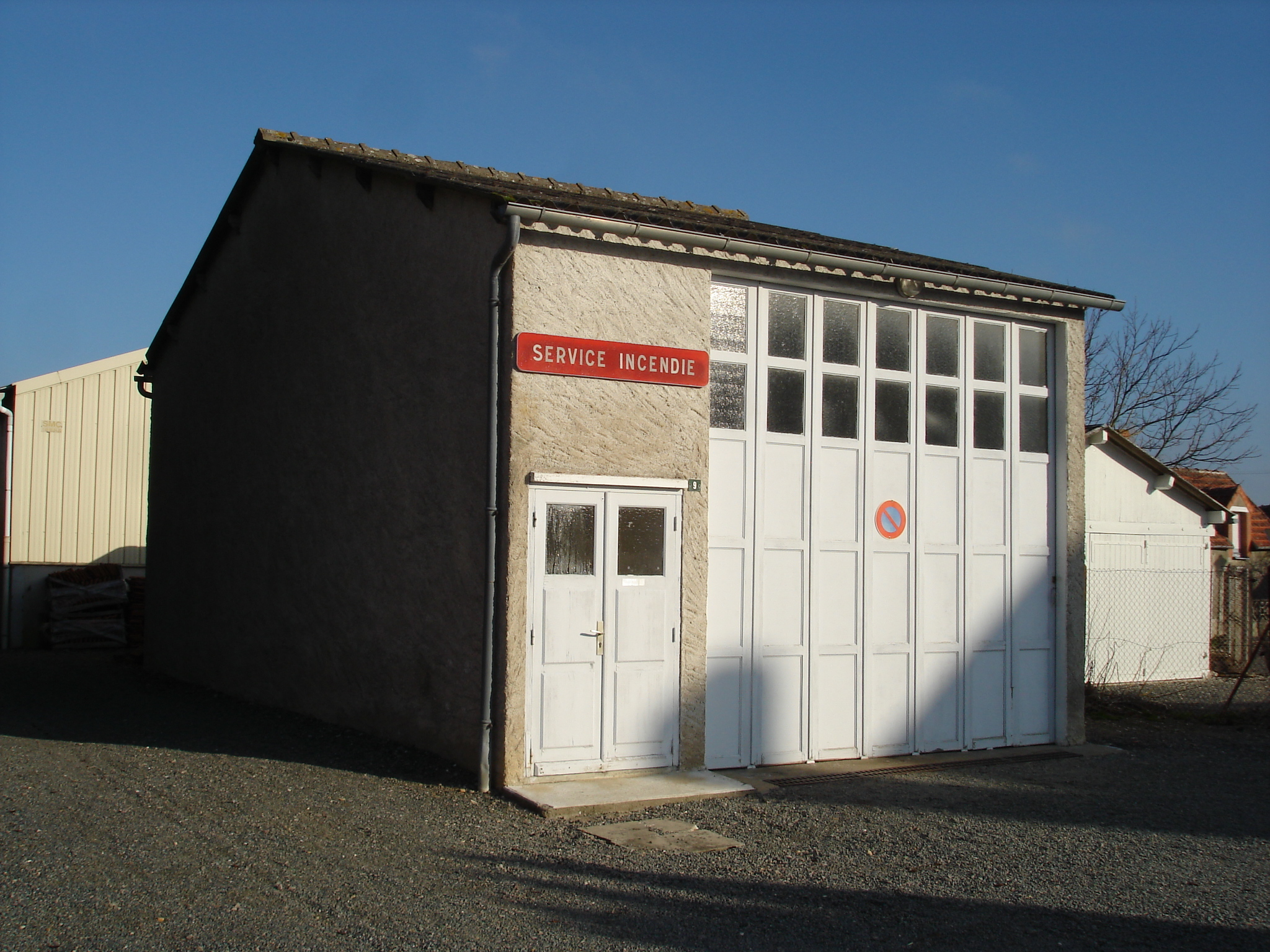
L'ancien centre de première intervention en 2012.

| Période                                  | Période   | Identité           | Étiquette | Qualité           |
| ---------------------------------------- | --------- | ------------------ | --------- | ----------------- |
| mars 2001                                | mars 2008 | André Baldini      | DVD       | ?                 |
| mars 2008,                               | En cours  | Philippe Patrigeon | DVD       | Chargé d'affaires |
| Les données manquantes sont à compléter. |           |                    |           |                   |

## Population et société

### Démographie
L'évolution du nombre d'habitants est connue à travers les recensements de la population effectués dans la commune depuis 1793. Pour les communes de moins de 10 000 habitants, une enquête de recensement portant sur toute la population est réalisée tous les cinq ans, les populations de référence des années intermédiaires étant quant à elles estimées par interpolation ou extrapolation. Pour la commune, le premier recensement exhaustif entrant dans le cadre du nouveau dispositif a été réalisé en 2004.

En 2022, la commune comptait 361 habitants, en évolution de −12,38 % par rapport à 2016 (Indre : −3 %, France hors Mayotte : +2,11 %).
| 1793  | 1800 | 1806 | 1821 | 1831  | 1836  | 1841  | 1846  | 1851  |
| ----- | ---- | ---- | ---- | ----- | ----- | ----- | ----- | ----- |
| 1 200 | 642  | 820  | 980  | 1 427 | 1 368 | 1 254 | 1 280 | 1 288 |

| 1856  | 1861  | 1866  | 1872  | 1876  | 1881  | 1886  | 1891  | 1896  |
| ----- | ----- | ----- | ----- | ----- | ----- | ----- | ----- | ----- |
| 1 311 | 1 350 | 1 437 | 1 442 | 1 412 | 1 465 | 1 524 | 1 533 | 1 505 |

| 1901  | 1906  | 1911  | 1921  | 1926  | 1931  | 1936  | 1946 | 1954 |
| ----- | ----- | ----- | ----- | ----- | ----- | ----- | ---- | ---- |
| 1 418 | 1 401 | 1 429 | 1 236 | 1 152 | 1 091 | 1 030 | 965  | 820  |

| 1962 | 1968 | 1975 | 1982 | 1990 | 1999 | 2004 | 2006 | 2009 |
| ---- | ---- | ---- | ---- | ---- | ---- | ---- | ---- | ---- |
| 829  | 743  | 622  | 539  | 467  | 468  | 492  | 481  | 458  |

| 2014 | 2019 | 2022 | - | - | - | - | - | - |
| ---- | ---- | ---- | - | - | - | - | - | - |
| 420  | 368  | 361  | - | - | - | - | - | - |

### Enseignement
La commune dépend de la circonscription académique de La Châtre.

### Manifestations culturelles et festivités
Chaque année au 15 août la commune est en fête.

### Médias
La commune est couverte par les médias suivants : La Nouvelle République du Centre-Ouest, Le Berry républicain, L'Écho - La Marseillaise, La Bouinotte, Le Petit Berrichon, L'Écho du Berry, France 3 Centre-Val de Loire, Berry Issoudun Première, Vibration, Forum, France Bleu Berry et RCF en Berry.

## Économie
La commune se situe dans la zone d’emploi de Châteauroux et dans le bassin de vie de La Châtre.
L’économie de la commune est principalement basée sur la production agricole : polyculture et élevage de bovins de race charolaise. On y trouve aussi des volailles et des porcs bio. Les parcelles sont petites et souvent délimitées par de vieilles haies abritant toutes sortes d'oiseaux et d'arbres fruitiers.
La commune dispose de l'ADSL et est relativement bien couverte par les cellules de téléphone mobiles. Un gîte proposé par la commune permet l'accueil de quarante personnes. Parmi les autres entreprises, on trouve un centre équestre et un bar-restaurant sur la place de l'Église.
La commune se trouve dans l'aire géographique et dans la zone de production du lait, de fabrication et d'affinage du fromage Valençay.
Un camping est présent dans la commune. Il s'agit du camping à la ferme qui dispose de 6 emplacements.
Camping à la ferme
LA BERTHENOUX
Camping semi-ombragé avec bloc sanitaire, aménagé dans une ancienne grange comprenant : 1 wc, 1 douche, 1 lavabo, 1 évier et 1 bac à laver. Sur place : salle d'activités, box chevaux, chambres d'hôtes.

## Culture locale et patrimoine
- Église Notre-Dame (XIIe siècle) : elle est classée monument historique en 1924[43].
- Lanterne des morts au cimetière : elle était associé à l'ancien lieu de culte pastoral, la chapelle Saint-Paterne, détruite à la Révolution, et dont les pierres ont servi à la construction de plusieurs maisons[44]. Le lanternon a été refait et l'ensemble béni le 4 septembre 1977[45].
- Tour ronde : la tour se trouve près de l'église, c'est un vestige de l'ancienne enceinte fortifiée du prieuré.
- Monument aux morts.

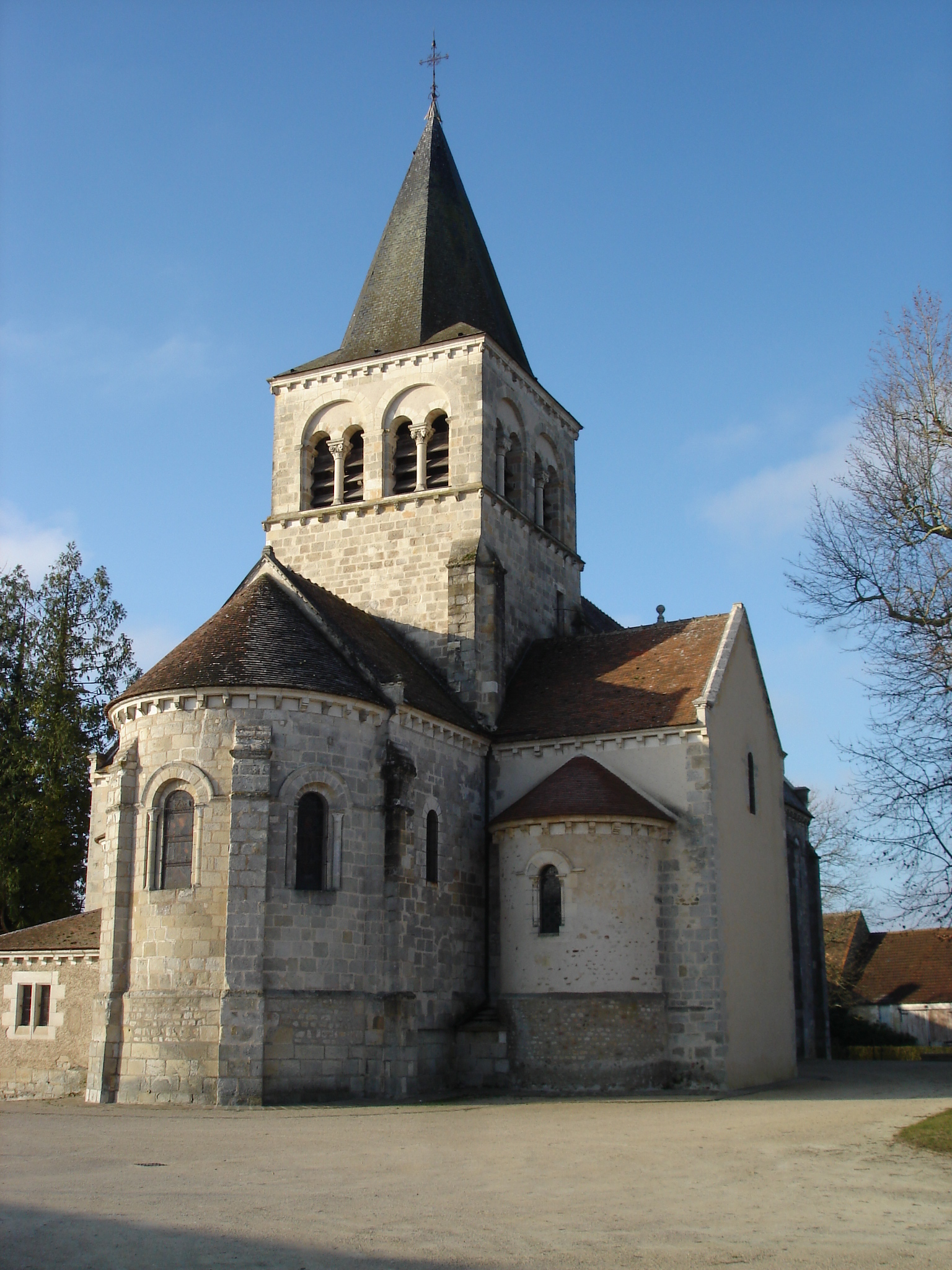
L'église Notre-Dame en 2012.
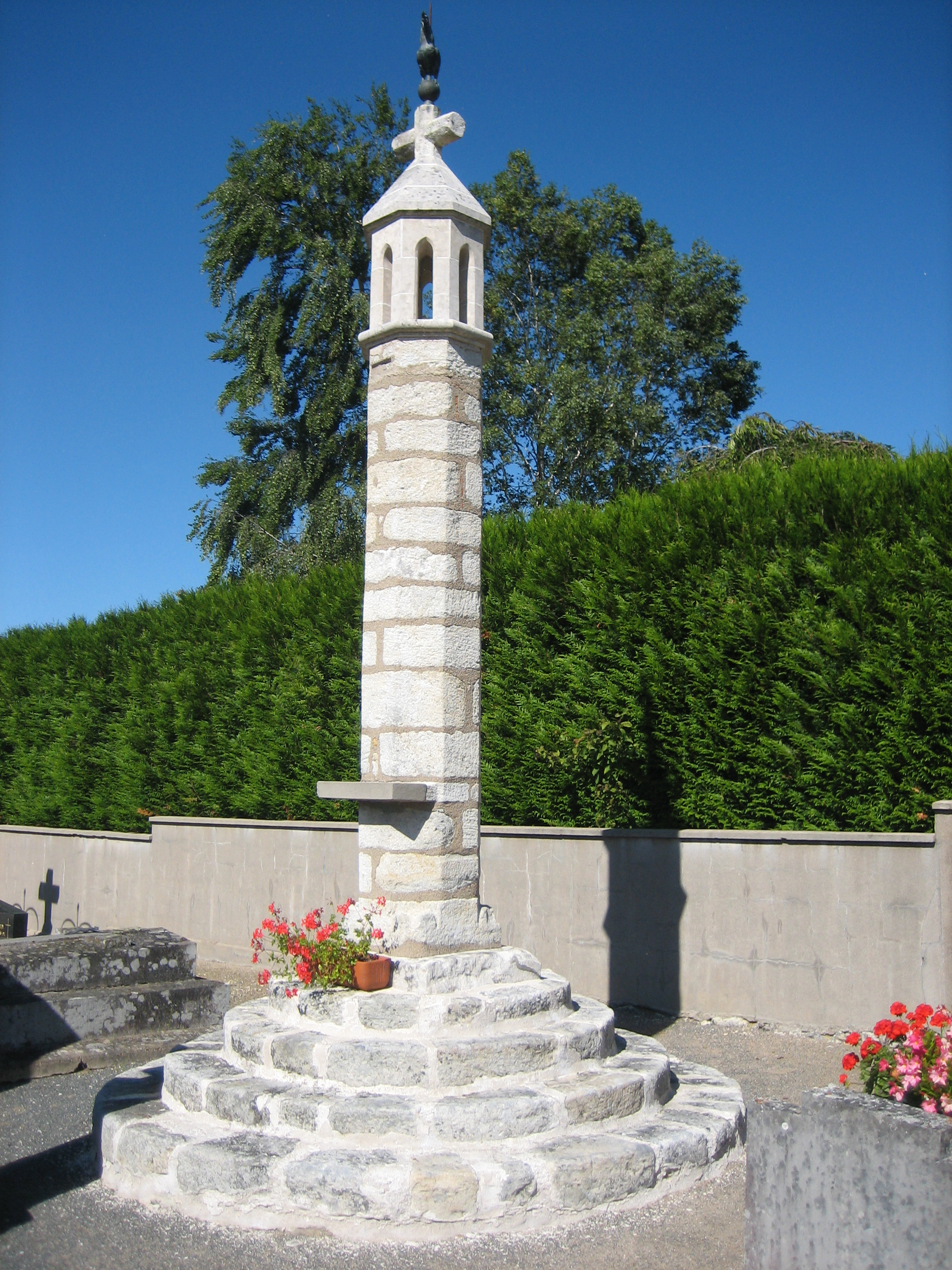
La lanterne des morts en 2012.
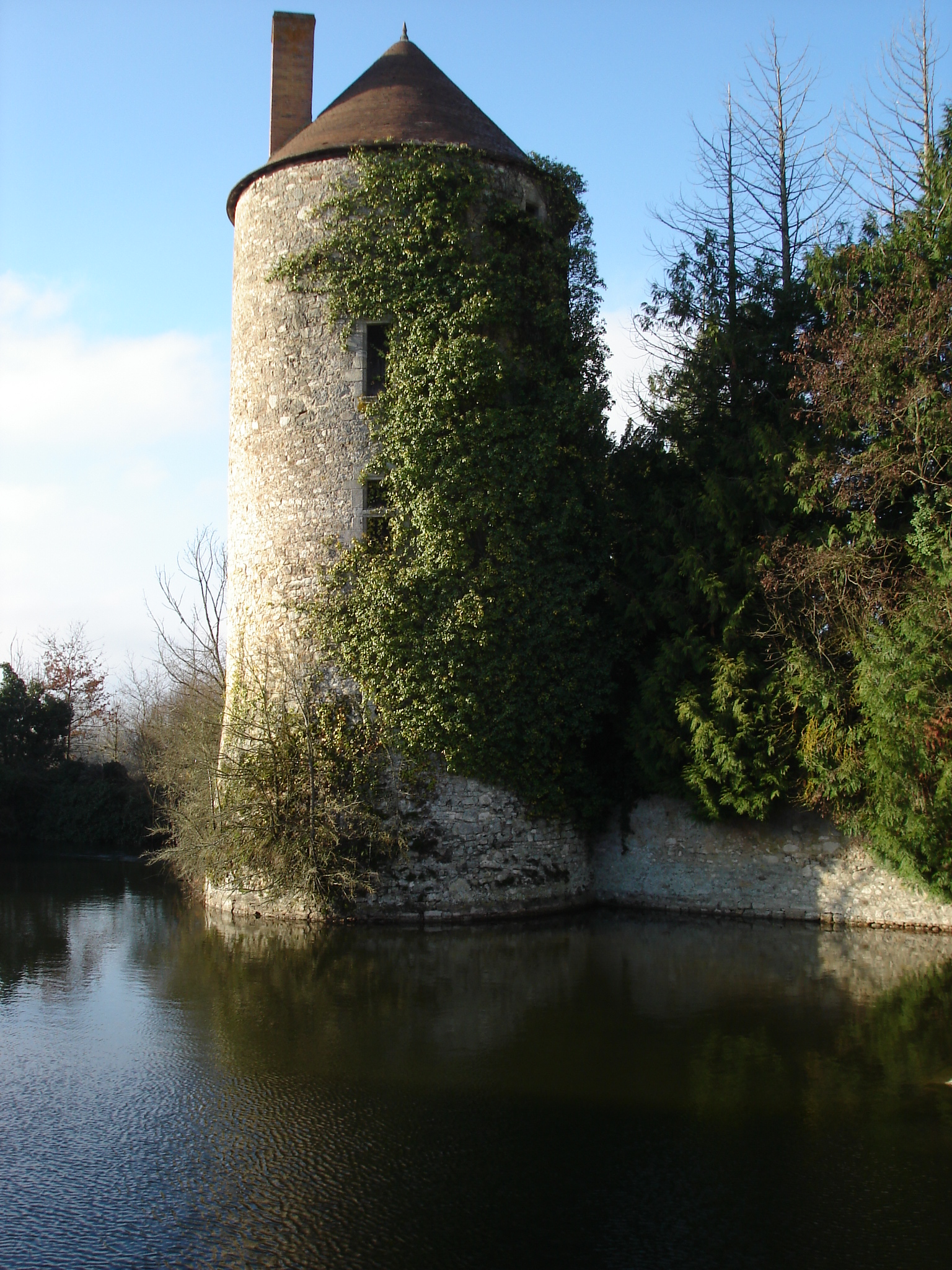
La tour de l'ancienne enceinte fortifiée en 2012
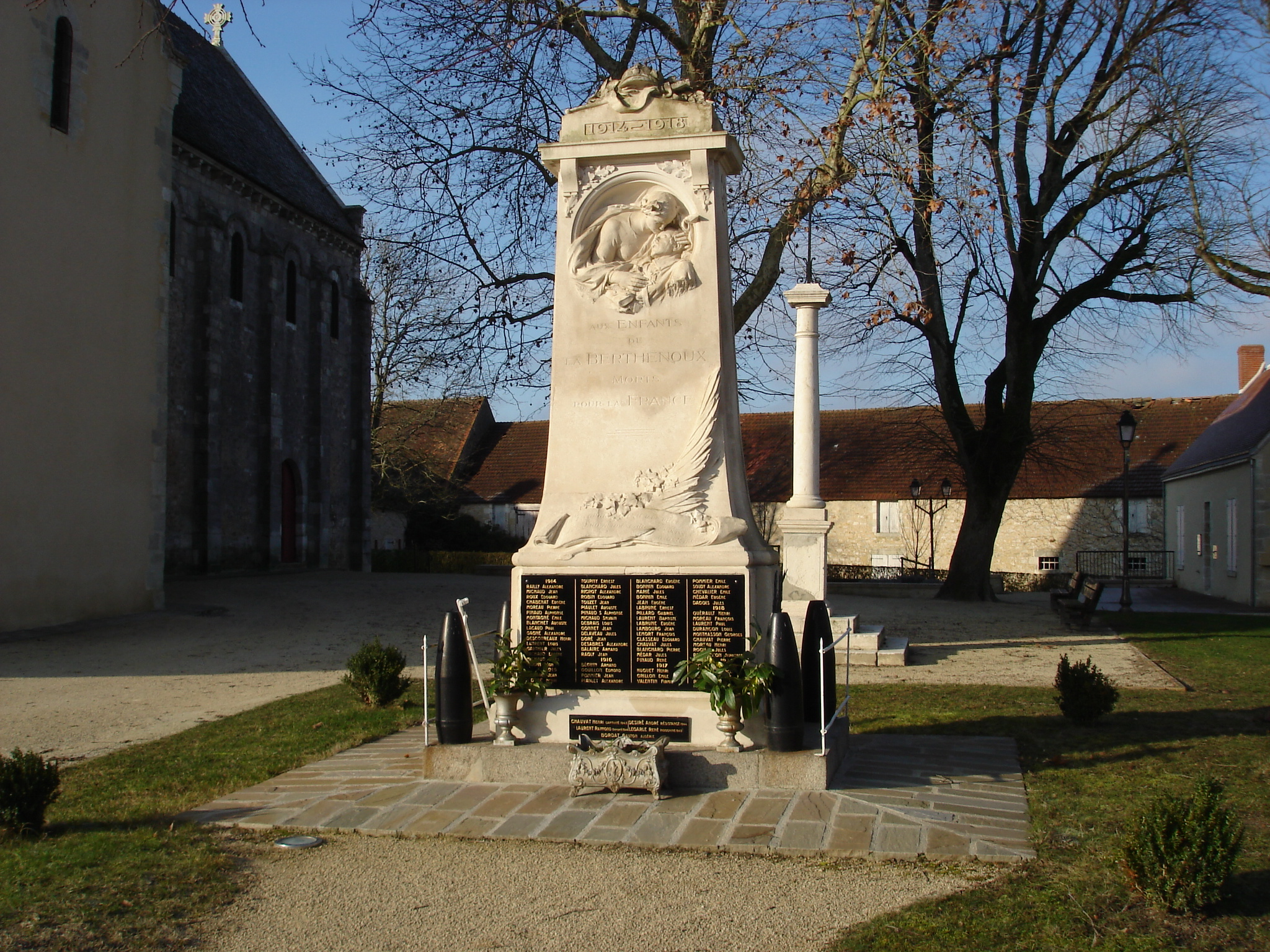
Le monument aux morts en 2012.

### Personnalités liées à la commune
- Claude Philippe Tailhandier (1757-1841), homme politique, député de l'Indre, pendant les Cent-Jours en 1815 et de 1822 à 1827.
- René Debourges (1920-2000), curé de La Berthenoux de 1952 à 1990. Il a marqué la vie religieuse et culturelle de la commune, par son engagement pour sa paroisse, pour la réhabilitation de l'église, mais aussi par l'association de l'exercice pastoral avec les coutumes et traditions locales. Enfin, il est connu comme l'exorciste en titre du diocèse.
- Gaston Petit (1903-1971), ancien instituteur, syndicaliste, membre de la SFIO, maire de Châteauroux de 1967 à 1971. En mars 1941, il est nommé instituteur à La Berthenoux. Il participe à la résistance dans l’Armée secrète, et à la Libération, il est maire de La Châtre d'août 1944 à mai 1945. Une plaque à la mairie de La Berthenoux rappelle son rôle dans la résistance. Le stade de football de Châteauroux porte son nom.